# Granö
För andra betydelser, se Granö (olika betydelser).
Granö är en småort (före 2018 tätort) i Vindelns kommun. 
I byn finns kyrka sedan 1954, en Pingstförsamling, skola, affär, och camping på andra sidan hängbron över Umeälven. 

## Historia
Byn omnämnd redan i Gustav Vasas jordabok från år 1543. 
Byn var och är belägen i Degerfors socken och ingick efter kommunreformen 1862 i Degerfors landskommun. I denna inrättades för orten 21 november 1941 Granöns municipalsamhälle som upplöstes 31 december 1958.

### Befolkningsutveckling
| Befolkningsutvecklingen i Granö 1960–2015 | Befolkningsutvecklingen i Granö 1960–2015 | Befolkningsutvecklingen i Granö 1960–2015 | Befolkningsutvecklingen i Granö 1960–2015 | Befolkningsutvecklingen i Granö 1960–2015 |
| ----------------------------------------- | ----------------------------------------- | ----------------------------------------- | ----------------------------------------- | ----------------------------------------- |
|                                           |                                           |                                           |                                           |                                           |
| År                                        |                                           |                                           | Folkmängd                                 | Areal (ha)                                |
| 1960                                      | 1960                                      |                                           | 496                                       |                                           |
| 1965                                      | 1965                                      |                                           | 412                                       |                                           |
| 1970                                      | 1970                                      |                                           | 387                                       |                                           |
| 1975                                      | 1975                                      |                                           | 337                                       |                                           |
| 1980                                      | 1980                                      |                                           | 343                                       |                                           |
| 1990                                      | 1990                                      |                                           | 281                                       | 99                                        |
| 1995                                      | 1995                                      |                                           | 287                                       | 99                                        |
| 2000                                      | 2000                                      |                                           | 266                                       | 99                                        |
| 2005                                      | 2005                                      |                                           | 261                                       | 99                                        |
| 2010                                      | 2010                                      |                                           | 238                                       | 98                                        |
| 2015                                      | 2015                                      |                                           | 211                                       | 74                                        |
|                                           |                                           |                                           |                                           |                                           |